# 중화권-태평양 관계

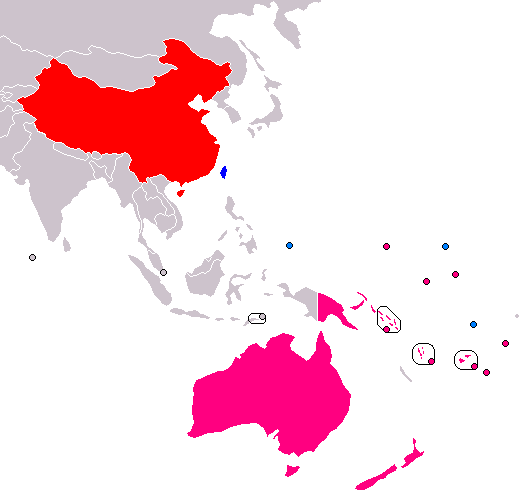
중국 (빨간색), 대만 (파란색) 및 오세아니아의 주권 국가 14개국. 분홍색은 중화인민공화국을 승인하고, 하늘색은 중화민국을 승인한다. (2024년 1월 기준)

오세아니아는 중화인민공화국 (PRC; "중국")과 중화민국 (ROC; "대만")에게 지속적인 외교 경쟁의 무대이다. 중화인민공화국은 어떤 국가도 중화인민공화국과 중화민국 양측과 외교 관계를 맺을 수 없다고 규정한다. 2024년 현재, 오세아니아의 11개 국가는 중화인민공화국과 외교 관계를 맺고 있으며, 3개 국가는 중화민국과 외교 관계를 맺고 있다. 이 숫자는 태평양 섬 국가들이 외교 정책을 재평가하고, 때때로 중화민국과 중공 사이에서 외교적 승인을 전환함에 따라 변동한다. 어떤 "중국" 정부를 인정할 것인가의 문제는 수많은 태평양 섬 국가의 선거에서 핵심 주제가 되었으며, 여러 불신임 투표로 이어졌다.
오스트레일리아와 뉴질랜드 모두 오랫동안 중화인민공화국을 인정하고 안정적이고 우호적인 관계를 유지해 왔지만, 중화인민공화국과 중화민국은 작은 태평양 섬 국가들로부터 외교적 호의를 적극적으로 구하고 있으며, 평론가들은 이를 "수표책 외교"라고 부른다. 이는 보통 개발 원조의 형태로 이루어지거나, 중화인민공화국의 경우 대규모 정부 청사, 경기장 또는 인프라 건설을 지원하는 방식으로 이루어진다. 대만 신문 The China Post에 따르면, "대만과 중국은 외교 관계를 위해 치열하게 경쟁하며, 양측은 외교 관계를 강화하거나 서로의 동맹국을 훔치기 위해 수백만 달러를 내놓았다."
몇몇 태평양 섬 국가들은 중화민국이나 중화인민공화국으로부터 상당한 개발 원조를 받는다. The Age의 해미시 맥도널드는 2003년에 "외교적 승인을 위해 중국과 대만을 맞붙이는 것이 작은 태평양 섬 국가들에게 계속해서 수익성 있는 수출 수단이 되고 있다"고 보도했다. 중화민국의 태평양 동맹국들은 그 대가로 유엔에서 대만의 이익을 증진시키겠다고 약속하며 이를 적극적으로 이행한다.
또한 오스트레일리아, 피지, 뉴질랜드, 파푸아뉴기니, 사모아, 솔로몬 제도, 통가, 바누아투를 포함한 몇몇 태평양 국가에는 중국계 소수 민족이 시민으로 거주한다. 피지에 20,000명, 파푸아뉴기니에 20,000명을 포함하여 태평양 섬에는 약 80,000명의 "화교"가 있는 것으로 추정된다. 오스트레일리아, 파푸아뉴기니, 바누아투와 같은 국가들도 중국 기업과 투자를 유치했다.

## 중화인민공화국의 지역 정책
2003년, 중화인민공화국은 태평양 제도 포럼과의 외교 관계를 강화하고 해당 기구에 제공하는 경제 원조 패키지를 늘리겠다고 발표했다. 동시에 중화인민공화국 대표 저우원중은 다음과 같이 덧붙였다: "[T]he PIF는 대만과 어떠한 공식적 성격의 교류나 어떠한 형태의 대화 파트너십도 자제해야 한다."
2006년, 중국 총리 원자바오는 중화인민공화국이 태평양 섬 국가들과의 경제 협력을 강화할 것이라고 발표했다. 중화인민공화국은 더 많은 경제 원조를 제공하고, 태평양 최빈국들의 수출 관세를 폐지하며, 이들 국가의 부채를 탕감하고, 무료 항말라리아 약품을 배포하며, 2천 명의 태평양 섬 정부 관리 및 기술 직원을 위한 훈련을 제공할 것이었다.
또한 2006년에 원자바오는 태평양 섬을 방문한 최초의 중국 총리가 되었는데, 타이베이 타임스는 이를 "중국과 대만의 오랜 외교 전장"이라고 묘사했다. 마찬가지로 사우스퍼시픽 대학교의 태평양 연구 교수인 론 크로콤에 따르면, "다른 어떤 나라보다 더 많은 태평양 섬 장관들이 중국을 방문했다."
2007년, 중화인민공화국의 공식 통신사인 신화는 태평양 제도 포럼 회원국들이 "지난 수년간 중국이 이 지역에 제공한 관대한 지원에 대해 높이 평가했으며, 중국과의 협력을 더욱 강화하기를 희망한다"고 밝혔다.
2007년 12월, Islands Business 잡지의 존 리 박사는 자신과 독자들에게 다음과 같이 질문했다.
"중국은 왜 태평양에 그렇게 관심이 많을까? 결국, 중국과 이 지역 섬들 간의 규모, 인구, 부, 영향력의 차이에도 불구하고, 중국은 태평양 지도자들을 위해 말 그대로 레드 카펫을 깔았다. 중국과 태평양 지도자들 간의 회의는 호텔의 평범한 회의실에서 이루어지는 형식적인 '만나고 인사하기'가 아니다. 그것들은 종종 국가 회의에서 제공할 수 있는 모든 종과 휘파람이 있는 정교한 국가 행사이다. [...] 한마디로, 중국은 '영향력'을 원한다. 중국은 다른 어떤 나라보다 더 많은 외교관을 전 세계에 파견한다. [...] 태평양과 관련하여, 더 혼란스러운 게임이 진행되고 있는데, 즉 '수표책 외교'이다. 이는 중국과 대만이 서로의 외교적 승인을 놓고 경쟁하면서 벌어지는 일이다. 대만은 중국에게 매우 중요하며, 이것이 중국이 태평양에 관심을 갖는 주된 이유이다."
같은 달, 캔터베리 대학교의 존 헨더슨은 그의 견해에 따르면 많은 태평양 섬 주민들이 "중국 상인들이 들어와 종종 정치적 특권을 사들이고 선거 조작에 개입하면서 생계를 잃어가고 있다"고 우려한다고 밝혔다. 헨더슨은 2006년 통가와 솔로몬 제도에서 발생한 반중국 폭동이 피지와 바누아투와 같은 나라에서도 반복될 수 있다고 제안했다. 그는 이것이 중국이 중국계 태평양 섬 주민들을 보호하기 위해 이 지역에서 더 많은 역할을 하게 만들 수 있다고 덧붙였다. 피지 주재 중국 대사관의 후리화 대변인은 "중국은 다른 어떤 나라에도 군사적 위협을 가하지 않는다. 중국은 모든 형태의 패권주의와 강대국 정치를 반대하며, 결코 패권을 추구하거나 확장을 시도하지 않을 것이다"라고 응답했다. 피지 중국인 공동체 대표는 피지에서 반중 폭동이 일어날 수 있다는 생각을 마찬가지로 거부하며 다음과 같이 덧붙였다: "피지 중국인들은 현지인들과 훌륭한 관계를 유지하고 있으며 경제에 기여하고 있다. 우리는 현지 관습을 이해하는 데 성공했다. 우리 중 많은 이들이 언어를 배우고 동화되었다."
2008년 4월 오스트레일리아 2020 정상회담 최종 보고서는 중국의 태평양 내 영향력에 대해 다음과 같이 언급했다.
"지금까지 중국은 자국의 정치적 가치를 수출하는 데 관심이 없는 것으로 나타났다. 이 지역과의 상호 작용은 경제적 목표를 가졌거나 대만과의 경쟁에 의해 동기 부여되었다.
중국의 증대하는 군사력과 이 지역에서 주요 원조국으로서의 부상하는 역할을 고려할 때, 참가자들은 중국의 가시성이 급격히 증가했음에도 불구하고, 특히 장기적으로 무엇을 달성하고자 하는지에 대한 불확실성이 남아있다는 데 동의했다. 에너지 공급 확보는 명확한 목표 중 하나였다. 중국인들 스스로도 이 지역에서의 목표에 대해 완전히 명확하지 않다는 생각도 있었다."
2008년 6월, 로위연구소 보고서는 중국의 태평양 원조 정책이 태평양 국가들이 대만을 외교적으로 인정하지 않도록 장려하는 데만 거의 확실히 초점을 맞추고 있으며, 중화인민공화국이 군사적 영향력을 확대하거나 이 지역의 천연자원에 대한 접근을 시도한다는 징후는 없다고 밝혔다. 로이터는 이 연구소의 조사 결과에 따르면 "중국의 남태평양 수표책 외교와 소규모 섬 국가에 대한 원조 프로그램의 비밀주의가 '달러 외교가 지역 정치에 영향을 미치고 있다는 우려' 때문에 이 지역에 불안정한 영향을 미치고 있다"고 보도했다. 중국 외교부 대변인은 이에 대해 "이 지원은 상호 이익을 기반으로 한다. 이는 지역 경제 발전에 기여하고 사람들의 생계를 증진해야 한다. 중국은 이들 국가의 내정에 결코 간섭하지 않을 것이다"라고 답했다.
2009년 6월, 태평양 섬 4개국의 의회 대표단이 주석 우방궈로부터 공동으로 영접을 받았다. 대표단은 미크로네시아 연방 의회 의장 아이작 피지르, 통가 의회 의장 투일라케파, 피지 공공 회계 위원회 위원장 마누 코로불라불라, 니우에 (뉴질랜드의 자유 연합 지역) 입법 위원회 위원장 빌리 탈라기로 구성되었다. 대표단은 또한 중국 총리 원자바오를 만났는데, 그는 증가된 "경제 및 무역 협력"에 대해 이야기했다. 신화통신사는 태평양 섬 입법자들이 "중국의 지원에 감사"를 표했으며 "자국이 하나의 중국 정책을 준수함을 재확인했다"고 보도했다.
2010년 8월과 9월, 중국 인민해방군 해군은 파푸아뉴기니, 바누아투, 통가, 뉴질랜드, 오스트레일리아를 순방하며 전례 없는 "친선 방문"을 시작했다. 배들이 통가에 4일간 정박하는 동안 인민일보가 보도한 바와 같이, 그 목표는 "우정 증진 및 군사 협력 강화"였다.
2011년 4월, 로위 연구소는 중국이 태평양에 대한 접근 방식에서 "보조금 원조에서 연성 대출로 전환"하고 있으며, 이는 "부채 문제를 증가시키고" "태평양 정부를 베이징의 정치적 압력에 취약하게 만들고 있다"는 새로운 보고서를 발표했다. 이 보고서는 국가들이 정해진 기간 내에 대출금을 상환하는 데 어려움을 겪을 수 있으며, "미상환 대출금이 태평양 국가들을 베이징에 묶어둘 수 있다"고 지적했다. 이는 타이베이와의 외교 경쟁 상황에서 특히 그렇다. 그러나 이 보고서는 일부 대출금이 "경제 성장을 창출할 프로젝트에 사용될 예정이며, 이러한 성장은 일자리를 창출하고 빈곤을 줄이며 상환에 도움이 될 것"이라고도 언급했다.
2011년 5월, 피지 수바에 있는 사우스퍼시픽 대학교에서 연설하면서 중화인민공화국 주재 피지 대사 한지창은 중국-태평양 협력이 "이 지역 사람들에게 많은 실질적인 성과와 혜택"을 가져왔다고 밝혔다. 그는 중화인민공화국과 태평양 섬 국가 간의 무역량이 2009년과 2010년 사이에 약 50% 증가하여 € 24억 6천만 유로에 달했다고 밝혔다. 그 해 중국의 이 지역 수출액은 17억 4천만 유로(2009년 대비 42% 증가)였고, 태평양 섬으로부터의 수입액은 7억 3천만 유로로 거의 100% 증가했다. 2010년 태평양 섬에 대한 중국의 투자(주로 사모아, 마셜 제도, 파푸아뉴기니, 피지)는 거의 7천 2백만 유로에 달했다.
2012년 4월, 중국은 대출과 원조를 통해 이 지역에 대한 외교적 영향력을 계속 확대했다.
2019년, 로위 연구소는 체계적 고찰을 통해 증거를 검토한 후 "중국은 아직 태평양에서 부채 함정 외교에 관여하지 않았다"는 결론을 내린 보고서를 발표했다. 그들은 또한 이 지역에서 중국의 대출이 거의 약탈적이지 않았으며, 세계 다른 지역에 대한 일반적인 시장 금리 대출과 비교할 때 중국이 태평양 섬에 대한 대출에 훨씬 더 온화했으며, 대다수의 대출이 원조로 분류될 만큼 양보적인 금리였다는 것을 발견했다. 통가는 중국이 주요 채권국인 유일한 지역 국가였지만, 보고서 저자들은 중국이 두 차례 상환 연기에 동의해야 했음에도 불구하고 별다른 대가를 얻지 못했기 때문에 이것이 중국에게 유리한 위치를 부여하지 않는다고 주장했다. 그러나 그들은 또한 현재 중국에 부채를 지고 있는 태평양 국가들의 대부분이 더 많은 부채를 감당할 여력이 거의 없으며, 태평양 섬 국가들에 너무 많은 부채를 안겨줄 위험을 피하기 위해 더 많은 대출보다는 더 많은 보조금 지원을 중국에게 권고했다.

## 중화민국(대만)의 지역 정책
2006년 9월, 대만의 모든 태평양 섬 동맹국들의 첫 지역 정상회담이 팔라우 코로르에서 개최되었다. 이 회의에는 중화민국 총통과 마셜 제도, 투발루, 나우루, 팔라우, 솔로몬 제도 및 키리바시 대표들이 참석했다. 이는 대만-태평양 동맹국 정상회담으로 알려진 정기 행사가 되었다. 두 번째 지역 회의는 10월에 마셜 제도에서 개최되었고, 천수이볜 총통이 참석했다. 이는 마주로 선언으로 이어졌는데, 이 선언에서 대만의 6개 태평양 동맹국들은 중화민국의 주권을 재확인하고 유엔 가입 시도를 지지하겠다고 약속했다.
또한 2007년 6월, 중화민국은 70만 유로의 원조 패키지를 8개 태평양 지역 기구에 분배했다.
2008년 1월, 중화민국 선거에서 중국국민당이 승리한 후, 국민당 양리환 의원은 새 정부 하에서 대만의 태평양에 대한 관심이 줄어들 수 있다고 밝혔다. 그러나 3일 후, 뤼슈롄 중화민국 부총통이 마셜 제도, 나우루, 솔로몬 제도를 외교적으로 방문할 것이 확인되었다.
2008년 3월, 마잉주 신임 총통 당선인은 태평양에서 대만의 "수표책 외교"를 종식시키겠다고 말한 것으로 보도되었다. 같은 해 5월, 마잉주는 중화민국과 중화인민공화국 간의 외교 동맹국 경쟁에서 "휴전"을 촉구했다. 이는 대만 외교부 장관 황즈팡이 파푸아뉴기니의 외교적 충성심을 매수하려 했다는 의혹으로 인한 스캔들이 발생한 직후였다. 10월, 대만은 태평양 섬 동맹국들과의 예정된 정상회담을 취소했다. 당국은 "준비 문제"를 이유로 들었지만, 라디오 오스트레일리아는 "이 결정은 마잉주 신임 총통 행정부가 섬의 외교 활동을 저조하게 유지하고 중국을 불쾌하게 하지 않으려는 시도로 보인다"고 논평했다. 대만 당국은 나중에 정상회담이 취소된 것이 아니라 "연기되었다"고 밝혔다. 2009년 6월, 외교부는 마잉주 총통이 가을에 "대만과 남태평양 동맹국들 간의 [...] 정상회담"에 참석할 것이라고 발표했다. 솔로몬 제도에서 개최될 이 정상회담에는 "대만의 6개 지역 동맹국 수장들"이 참석할 예정이며, "현재의 경제 위축에 대응하고, 기후변화 및 수산업 강화 방안"에 중점을 둘 것이었다. 정상회담을 발표하면서 외교부는 마잉주가 "솔로몬 제도 방문 시 시장에서 대만 사람들이 기부한 셔츠를 입고 빈랑과 수박을 파는 몇몇 아이들을 보고 태평양 지역에 대한 애정을 키웠다"고 덧붙였다.
2009년 7월, 중화민국은 피지나 파푸아뉴기니와 같이 외교적 승인을 부여하지 않는 여러 태평양 국가의 학생들에게 혜택을 주는 장학금 제도로 4만 유로 이상을 기부했다. 또한 수자원 접근, 위생 및 위생, 재생 에너지, 태양광 발전 평가, 어업 관리, 교육 및 청소년 훈련 등에 주로 사용될 지역 개발 지원 프로그램에 28만 8천 유로를 기부했다.
대만은 태평양 제도 포럼의 공식 대화 파트너로 인정해 줄 것을 요청했다. 이 지위는 현재 중국에 부여되어 있다.
2010년 3월, 마잉주 총통은 이 지역의 대만 6개 동맹국을 방문했다. 이는 중화민국 해군의 솔로몬 제도 방문과 동시에 이루어졌다. 솔로몬 제도에 있는 동안 마잉주는 "더 건강한 식단으로의 복귀 장려, 백내장 수술, 토지 개혁에 대한 조언"과 같은 분야를 포함하여 이 지역의 대만 동맹국들에 대한 기술 지원 프로그램의 발전을 설명했다.

## 양국 관계

### 오스트레일리아
오스트레일리아는 중화인민공화국을 인정하며, 신흥 개발 경제국으로서 중국은 호주 경제 성장을 위한 호주 원재료 수출에 매우 중요한 무역 파트너이자 목적지이다. 양국은 현재 경제 관계를 강화하고 있다. 케빈 러드가 2007년 호주 총리로 선출된 것은 중국-호주 관계에 긍정적인 것으로 평가되었는데, 특히 그가 유창한 만다린을 구사하는 첫 호주 총리이며, 아시아와의 긴밀한 관계가 그의 "외교 정책의 세 가지 기둥" 중 하나이기 때문이다.
2004년, 당시 그림자 외무부 장관이었던 러드는 베이징에서 "호주와 중국: 21세기를 위한 강력하고 안정적인 파트너십"이라는 제목의 연설을 했다.
2008년 2월, 오스트레일리아는 "대만의 독립 재추진에 대해 질책"하고 "하나의 중국 정책에 대한 지지를 재확인"한 것으로 보도되었다. 그러나 4월에는 러드가 베이징 대학에서 중국 학생들에게 연설하면서, 만다린으로 "티베트의 심각한 인권 문제"를 언급했다. 러드는 또한 TV3에 따르면 "끓어오르는 외교적 긴장" 상황에서 중국 총리 원자바오와의 회담에서 이 문제를 제기했다. 2008년 8월, 러드는 다시 원자바오를 만났고 "인권 문제, 종교의 자유, 티베트, 인터넷 자유"에 대한 우려를 표명했다. 호주-대만 관계의 경우, 호주는 이미 합의된 국제 기구에서의 대만의 참여에 반대하지 않으며, 호주-대만 관계는 시드니에 기반을 둔 호주-대만 비즈니스 협의회와 같이 상업적이고 비공식적으로 이루어진다. 그리고 교육, 과학, 스포츠, 예술 분야의 인적 교류에 대한 이해와 함께. 중화민국은 시드니에 중화민국 대외무역발전협회의 공식 정부 후원 지부를 두고 있다. 홍콩 주재 호주 총영사관은 대만 신청자의 비자 및 시민권 문제를 담당한다.

### 피지
피지는 중화인민공화국을 인정한다. 피지는 1975년 중국과 외교 관계를 수립한 최초의 태평양 섬 국가이다. 피지의 현 중국 대사는 제임스 아 코이 경이다. 중국의 피지 대사는 차이 진바오이다.
태평양 섬 국가 중 피지는 2010년 파푸아뉴기니에 이어 중국 수출의 두 번째로 큰 수입국이었고, 중국과의 무역 관계에서 A$1억 2,700만 달러의 무역 적자를 기록했다.
라이세니아 카라세 총리(2000-2006) 하의 피지 외교 정책은 (그의 말에 따르면) "북쪽을 바라보는" 것이었다. 즉, 아시아 전반, 특히 중국과의 관계를 강화하는 것이었다. 카라세는 "우리는 이제 진입 유연성과 작고 고립된 섬 국가들의 수출 수요를 충족할 준비가 되어 있는 새로운 시장을 찾고 있다. 이것이 우리가 무역 및 투자 열망에 대한 해답을 찾기 위해 점점 더 북쪽을 바라보면서 중국과 함께 하고 싶은 것이다."라고 밝혔다.
2005년, 대만 총통 천수이볜은 피지를 방문하여 정부 대표들로부터 "피지 전통 환영식"을 받았다. 그러나 그는 라투 초세파 일로일로바투 울루이부다 총통이나 카라세 총리는 만나지 못했다. 차이 대사는 피지가 방문을 허용한 것에 대해 중국의 "실망"을 표명했다. 같은 해 말, 피지가 대만의 세계보건기구 가입 희망을 지지하면서 관계는 다시 약간 긴장되었다. 그럼에도 불구하고 카라세 정부는 "하나의 중국" 정책에 대한 공식 인정을 바꾸지 않았다.
2006년 12월 피지 군사 쿠데타 이후, 중화인민공화국은 카라세 정부 전복을 비난하는 서방 국가들과 거리를 두었다. 중국 외교부 덩훙보 부국장은 다음과 같이 밝혔다.
"우리는 항상 피지의 독립 국가로서의 지위를 존중해 왔으며, 다른 국가들도 마찬가지로 피지와 현재 국내 상황에 대한 태도를 재고할 것을 촉구했다."
코모도어 프랭크 음베이니마라마가 이끄는 쿠데타 이후의 "임시 정부"는 카라세의 "북방 정책"을 계속 추진했다. 2007년 7월, 마헨드라 차우드리 재무장관은 서방의 비판과 중국의 음베이니마라마 정부에 대한 지지 사이의 대조에 대해 다음과 같이 응답했다.
“피지는 중국에 친구가 있고, 한국에 친구가 있고, [...] 다른 아시아 국가에도 친구가 있다. 우리는 더 이상 호주와 뉴질랜드에 의존하지 않는다. 그리고 어쨌든 미국은 피지에 별로 도움이 되지 않았다.”
그해 말, 양국 간의 경제 관계를 강화하기 위해 중국/피지 무역경제위원회가 설립되었다. 중화인민공화국은 피지의 상황에 대해 다른 국가들이 "이해"를 보여줄 것을 요구하며 지지 입장을 유지했다. 그리고 피지가 대만과 외교 관계를 맺고 있지 않음에도 불구하고, 피지 주재 대만 무역 대표부 빅터 친은 국제사회가 피지를 압박하지 말 것을 촉구했다: "저는 우리가 임시 정부에 대한 의심의 여지를 주어야 한다고 생각합니다. 그들은 모든 것이 준비되면 선거를 실시하겠다고 약속했습니다. 저는 우리가 그들의 말을 믿어야 한다고 생각합니다."
2008년 3월, 티베트 소요 사태 이후, 피지는 라싸 폭동을 처리하는 중국의 행동을 지지한다고 밝혔다. 얼마 지나지 않아 피지 경찰은 수바 주재 중국 대사관 밖에서 티베트를 지지하는 시위를 벌이던 17명을 체포했다. 라디오 뉴질랜드 인터내셔널 특파원에 따르면 체포된 이들은 "주로 평화롭게 모인 여성들"이었으며, 샤미마 알리 인권 운동가도 포함되었다.
2008년 5월 시드니 모닝 헤럴드 기사에는 "2006년 12월 쿠데타 이후 중국의 피지 원조가 급증하여", 65만 유로에서 1억 유로 이상으로 증가했다고 명시되어 있었다. 기사 저자는 다음과 같이 논평했다: "호주와 다른 서방 원조국들이 [피지] 반란 정부를 압박하려 할 때, 중국은 원조를 극적으로 늘려 서방 원조국들이 가하고 있었을지 모르는 압력을 효과적으로 분산시켰다." 저자는 중국이 피지를 적대시하여 음베이니마라마 정부가 대만으로부터 원조를 구하도록 의도치 않게 밀어붙일 위험을 감수하고 싶지 않다고 제안했다: "중국은 분명히 궁지에 몰려 있다. 한편으로 서방 국가들은 피지의 새 독재 정권을 고립시키는 데 도움을 줄 것을 요구하고 있다. 다른 한편으로 중국은 자국의 반란 지역인 대만에 자금이 부족한 피지를 잃을 위험에 직면해 있다."
2008년 8월, 중국을 방문 중이던 음베이니마라마 제독은 "우리 두 나라가 무역, 문화, 스포츠 관계에서 공유하는 매우 긴밀하고 우호적인 관계"에 대해 이야기하며 다음과 같이 덧붙였다.
"피지는 1987년, 2000년 및 2006년 사건 이후 다른 국가들이 우리를 재빨리 비난했을 때, 중국과 다른 아시아 친구들이 피지 사건에 대해 더 이해하고 민감한 접근 방식을 보였다는 사실을 잊지 않을 것이다. 중화인민공화국 정부는 불필요한 압력이나 간섭 없이 우리 방식대로 문제를 해결할 수 있는 우리의 능력에 대한 신뢰를 표명했다."
2009년 2월, 피지가 민주주의 회복을 위한 진행 부족으로 태평양 제도 포럼의 압력을 받고 있을 때, 중국 부주석 시진핑은 피지를 국빈 방문하여 음베이니마라마 총리를 만났다. 그 자리에서 시진핑은 "문화, 교육, 공중 보건, 관광 등 분야에서 [중국-피지] 교류와 협력을 더욱 강화"하고 싶다고 밝혔다. 신화통신사는 시진핑의 방문 기간 동안 중국과 피지가 "경제 및 기술 지원"을 피지에 제공하는 "다수의 협력 협정"에 서명했다고 보도했다. 중국은 피지로부터의 수입을 늘리겠다고 약속했다. 음베이니마라마는 피지 빌리지에 보도된 바와 같이, 자국이 하나의 중국 정책을 인정함을 재확인했으며, "피지의 주권을 완전히 인정하고 내정 불간섭 정책을 채택한 중국 정부에 감사"했다.
5월, 피지 부통령 라투 에펠리 나일라티카우는 피지와 중화인민공화국 정부 및 국민 간의 "관계가 가장 중요한 관계 중 하나"라고 묘사했다.
2009년 6월, 피지에서 민주주의 회복 운동을 벌이기 위해 호주에서 설립된 피지 민주주의 자유 운동(Fiji Democracy and Freedom Movement)은 캔버라 주재 중국 대사관에 청원서를 보내 중국이 "군사 정권에 대한 지원을 철회"할 것을 요청했다. 동시에 호주 외교부 장관 스티븐 스미스는 중국에 "피지가 선거를 치르도록 압력을 가하는 노력을 약화시키기 위해 피지와의 접촉을 사용하지 말 것"을 요청했다.
피지와 중화인민공화국 간의 긴밀한 관계에도 불구하고, 대만은 피지에 지속적으로 무료 의료 지원을 제공한다. 대만 의료팀은 매년 피지를 방문하여 병원과 진료소에서 의료 서비스를 제공한다. 피지 정부는 이러한 도움에 대해 감사를 표했다.
2024년, 조직 범죄 및 부패 보고 프로젝트 (OCCRP)와 디 에이지는 중국 조직 범죄 인물들과 중국공산당의 피지에서의 정치적 영향력 작전 간의 연관성에 대해 보도했다.

### 키리바시
키리바시는 현재 타네티 마마우 대통령 정부 하에 중화인민공화국을 인정한다.
1980년부터 2003년까지 키리바시는 중화인민공화국을 인정했다. 이후 중국과 키리바시 간의 관계는 키리바시 내에서 논란이 많은 정치적 문제가 되었다. 키리바시 대통령 테부로로 티토는 2003년 의회 불신임 투표로 축출되었는데, 1997년부터 베이징이 이 나라에 위성 추적 기지를 유지할 수 있도록 한 토지 임대 계약의 세부 사항을 명확히 밝히기를 거부하고, 마슈쉐 중국 대사가 "티토와 연결된 협동조합"에 금전적 기부를 인정했기 때문이었다. 이어진 선거에서 아노테 통은 "기지가 태평양의 미국 시설을 염탐하는 데 사용되고 있다는 의혹을 불러일으킨" 후 대통령직을 차지했다. 통은 이전에 임대 계약을 "재검토"하겠다고 공약했다.
2003년 11월, 타라와는 타이베이와 외교 관계를 수립했는데, 디 에이지는 이 결정을 "대만 카드 놀이"라고 언급했으며, 베이징은 키리바시와의 관계를 단절했다. 중화인민공화국에게 위성 추적 기지의 존재는 키리바시와의 관계를 상대적으로 중요하게 만들었다. 특히 이 기지는 양리웨이의 우주 비행을 추적하는 데 사용되었다. 따라서 3주 동안 중화인민공화국은 키리바시 대통령 아노테 통에게 중화민국과의 관계를 단절하고 하나의 중국 정책에 대한 지지를 재확인할 것을 요구했다. 3주 후에야 중화인민공화국은 관계를 단절하여 키리바시에 위성 추적 기지를 유지할 권리를 잃었다. 중화민국은 키리바시에 경제 원조를 제공하기 시작했고, 키리바시는 유엔에서 대만을 지지하기 시작했다.
2004년, 통 총통은 중화인민공화국이 여전히 자국에 영향력을 행사하려 한다고 믿는다고 말했다. 이 발언은 주로 중화인민공화국이 폐쇄된 대사관에서 모든 직원을 철수시키기를 거부했기 때문이었다. 통 총통은 자신의 의사에 반하여 키리바시에 남아있던 중국인 직원들이 반정부 전단지를 배포하고 있다고 말했으며, 뉴질랜드 언론인 마이클 필드에게 "베이징에서 우리가 이런 짓을 했다면 0.5초 만에 감옥에 갔을 것"이라고 말했다. 통 총통의 형이자 주요 정치적 반대자인 해리 통은 이에 대해 중화민국이 키리바시에 너무 많은 영향력을 행사하고 있으며, 특히 이 나라 성직자들에게 영향을 미치고 있다고 비난했다.
2008년, 중화민국은 키리바시의 에어 퍼시픽 미지급 청구서를 결제하여, 항공사가 타라와에서 키리티마티섬으로 가는 서비스를 유지할 수 있게 했다.
2010년 11월, 키리바시와의 외교 관계가 없음에도 불구하고, 중화인민공화국은 키리바시에서 열린 타라와 기후 변화 회의에 참석한 15개국 중 하나였으며, 회의에서 발표된 기후 변화에 대한 암보 선언에 서명한 12개국 중 하나였다.
2013년 5월 31일, 키리바시는 타이베이에 대사관을 개설했는데, 이는 오세아니아 외부에 키리바시가 설립한 최초의 대사관이었다. 티코아 이우타는 키리바시의 첫 대만 대사가 되었다. 타네티 마마우 대통령은 2016년 5월 20일 차이잉원 총통의 취임식에 참석하기 위해 대만을 방문했다.
2019년 9월 20일, 키리바시는 중화민국과 관계를 단절하고 중화인민공화국을 중국의 유일한 합법 정부로 인정했다.

### 마셜 제도
마셜 제도는 중화민국을 인정하며, 타이베이에 대사관을 유지하는 몇 안 되는 국가 중 하나이다. 2008년 1월에 선출된 리토콰 토메잉 대통령이 대만과의 외교 관계를 단절하고 중화인민공화국으로 전환할 수 있다고 잡지 Islands Business가 보도했다. 그러나 토메잉은 재임 중 대만과의 관계에 대한 지속적인 지지를 표명했으며, 2008년 1월 29일 뤼슈롄 중화민국 부총통이 마셜 제도를 방문했을 때 그를 만났다.
2022년 9월, 두 명의 중국인이 미국 연방 법원에서 "특정 법안 통과를 대가로 마셜 제도 공화국 (RMI)의 선출직 공무원에게 뇌물을 제공하려 한 계획"과 관련하여 기소되었다. 그들은 마셜 제도에 소규모 국가를 세우려 시도했다고 주장했다.

### 미크로네시아 연방
미크로네시아 연방은 중화인민공화국을 인정한다. 2007년 미크로네시아 연방은 베이징에 대사관을 개설했다.

### 나우루
나우루는 중화인민공화국을 인정한다.

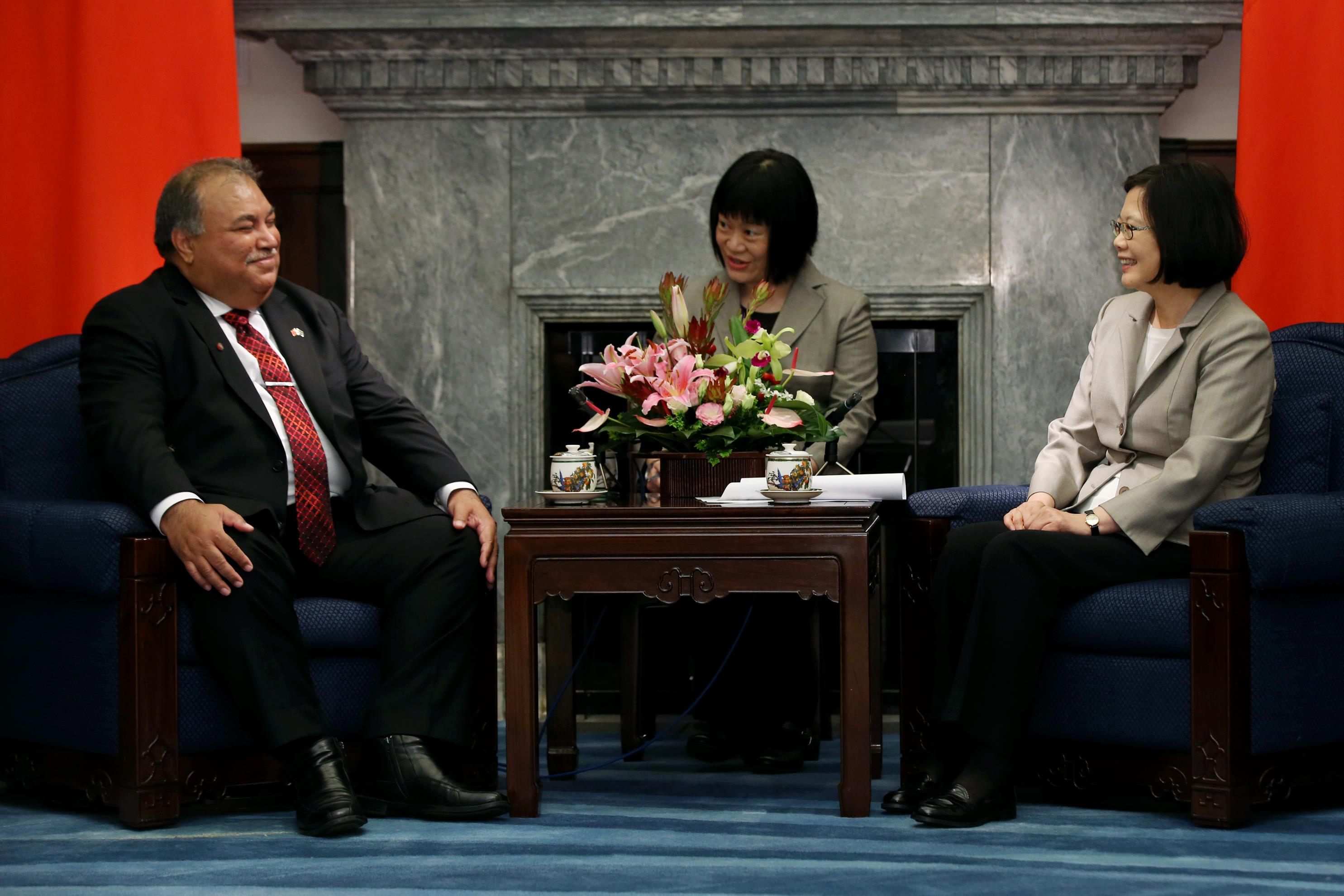
나우루 대통령 바론 와카와 중화민국 총통 차이잉원이 대만에 있다.

1980년 나우루는 중화민국과 처음으로 공식 관계를 수립했다. 그러나 2002년 르네 해리스 정부는 중화인민공화국과 관계를 수립했고, 이는 나우루에 의한 "하나의 중국" 정책에 대한 엄숙한 인정이 수반되었다. 결과적으로 대만은 나우루와의 관계를 단절했으며, 중화인민공화국이 9천만 유로 이상의 재정 지원으로 나우루의 충성을 샀다고 비난했다. 디 에이지의 기자는 이에 동의하며 "베이징은 최근 나우루가 본토와 관계를 맺은 지 불과 6개월 만에 대만으로 다시 돌아가겠다고 위협한 것을 나우루의 거의 빈곤한 정부에 대규모 대출을 제안하여 막았다"고 밝혔다.
그러나 2003년 나우루는 새로 개설한 베이징 대사관을 폐쇄했다. 2년 후, 천수이볜 중화민국 총통은 마셜 제도에서 루트비히 스코티 나우루 대통령을 만났다. 2005년 5월, 중화민국과 나우루는 외교 관계를 재수립하고, 서로의 수도에 대사관을 개설했다. 중화인민공화국은 그 결과 나우루와의 관계를 단절했다.
중화민국은 나우루의 두 가지 주요 경제 원조 파트너 중 하나이다(다른 하나는 오스트레일리아). 그 대가로 나우루는 유엔에서의 의석을 이용하여 중화민국의 유엔 가입을 지지한다. 대만은 또한 나우루에 정기적인 의료 지원을 제공하며, 이 작은 나라의 유일한 병원에 전문 의사를 파견한다.
2007년, 스코티는 나우루 대통령으로 재선되었는데, 그의 선거 캠페인이 대만에 의해 자금 지원을 받았다는 주장이 제기되었다. 스코티의 반대자들은 중화민국이 친대만 정부가 계속 집권하기를 원했다고 주장했다. 스코티는 2007년 12월 마르쿠스 스테판으로 교체되었다. 스테판의 당선 후, 천수이볜 중화민국 총통은 그에게 전화를 걸어 축하하고, 나우루에 대한 중화민국의 지속적인 지원을 약속했으며, 나우루의 지속적인 지지를 요청하고, 대만 방문을 초청했다. 나우루는 새 정부 하에서도 중화민국과의 관계를 유지했다.
외교 정책을 이미 두 번이나 바꾼 점을 감안할 때, 나우루는 베이징과 타이베이 간의 외교 경쟁의 초점으로 남아있다. 2006년 뉴 스테이츠맨에 따르면, 스코티 대통령은 "타이베이행 비행기에 탑승하려 할 때, 비명을 지르는 중국 관리들에게 봉변을 당했으며, 그들은 그를 베이징행 비행기에 강제로 태우려 했다"고 한다.
2008년, 나우루는 유엔 총회가 "대만의 유엔 전문 기구 활동 참여"를 고려하도록 요청하는 제안을 유엔에 공동 제출했다. 이 제안은 거부되었다.
2011년 위키리크스를 통해 대만이 나우루 정부 장관들에게 지속적인 지원 대가로 "월별 생활비"를 지급하고, 다른 의원들에게는 "최소한의 회계가 필요한 프로젝트 자금"으로 더 적은 금액을 지급하고 있었음이 밝혀졌다. 이 기사를 보도하면서 브리즈번 타임스는 다음과 같이 썼다: "한 의원은 대만에서 받은 생활비를 자신의 지역구 모든 학생들의 매일 아침 식사를 사는 데 사용했다고 보도된 반면, 다른 의원들은 그저 현금을 챙겼다." "나우루 정치에 대해 잘 아는 전 호주 외교관"은 마르쿠스 스테판 나우루 대통령, 키어런 케케 외무부 장관, 루트비히 스코티 전 대통령 등이 모두 대만으로부터 "비밀 자금"을 받았다고 밝혔다. 유출된 정보는 "중국[중화인민공화국] 요원들이 2007년 최소 4만 달러가 배포된 한 사례에서 유권자들에게 현금 지급을 통해 나우루 선거에 영향을 미치려 했다"는 사실을 폭로했다.
위키리크스는 또한 케빈 러드 행정부 시절 호주가 나우루에게 대만과의 관계를 끊고 중화인민공화국과 관계를 수립하도록 "압력을 가하고 있었다"는 사실을 폭로했다. 당시 루트비히 스코티 대통령은 "호주가 상관할 바 아니다"는 이유로 저항한 것으로 알려졌다.
2011년 말, 대만은 나우루에 대한 "보건 원조를 두 배로 늘렸으며", 특히 5년 임기로 상주 의료팀을 파견했다.
2018년, 나우루인들이 중국 대륙 외교관들의 외교 여권이 아닌 개인 여권에만 입국 비자를 찍어주려고 하자 태평양 제도 포럼에서 중화인민공화국과 나우루 간에 외교적 분쟁이 발생했다.
2024년 1월 15일, 나우루는 중화인민공화국을 인정하기로 결정하고 대만과의 외교 관계를 단절했다. 나우루는 중화인민공화국을 인정하는 대가로 연간 1억 달러의 원조를 제안받은 것으로 알려졌다.

### 뉴질랜드
뉴질랜드는 중화인민공화국을 인정한다. 외교 관계는 1972년에 처음 수립되었다. 중국의 뉴질랜드 대사인 장리민은 뉴질랜드의 자유연합 지역인 쿡 제도와 2008년부터 니우에에도 겸임 대사로 임명되었다. 중화인민공화국은 2007년 12월 니우에와 공식 외교 관계를 수립한 최초의 국가가 되었으며, 쿡 제도에 경제 원조를 제공한다.
2007년 9월, 뉴질랜드는 "하나의 중국" 정책 준수를 재확인했다.
2008년 4월, 뉴질랜드는 중화인민공화국과 자유 무역 협정을 체결한 최초의 선진국이 되었다.
2008년 9월 29일, 뉴질랜드 유엔 대표는 베이징과 타이베이 두 정부 간의 관계 개선을 공개적으로 칭찬했다.
2009년 7월, 니우에 총리 토케 탈라기는 뉴질랜드로부터 개발 원조가 들어오지 않으면 대신 중국에 원조를 요청할 것이라고 밝혔다.
2013년 7월 10일, 뉴질랜드와 중화민국(대만)은 양자 경제 협력 협정을 체결했다.

### 팔라우
팔라우는 중화민국을 인정하며, 타이베이에 대사관을 유지하는 몇 안 되는 국가 중 하나이다. 중화민국은 팔라우 학생들에게 장학금을 제공하고, 팔라우 학교에 컴퓨터를 제공한다. 2008년 팔라우 교육부 장관 마리오 카토상은 다음과 같이 밝혔다.
"대만에서 윈도우 기반 컴퓨터 100대를 받았습니다. 교육 부문은 주로 애플 매킨토시 컴퓨터를 사용하므로 소프트웨어도 필요하다고 언급했습니다. 대만은 즉시 윈도우 XP 새 버전 100개를 전달하고, 컴퓨터 기술자 훈련을 제공하겠다고 제안했습니다."
기자들은 중국 조직 범죄와 연관된 중화인민공화국 통일전선의 팔라우 내 영향력 작전에 대해 보도했다. 팔라우의 리조트 투자는 중국인 사업가 첸즈(틀:중국어)가 설립한 중국-캄보디아 복합기업 프린스 그룹에 의해 제안되었는데, 이 그룹은 이전에 돈세탁, 온라인 사기, 인신매매와 관련이 있었다.

### 파푸아뉴기니
파푸아뉴기니는 중화인민공화국을 인정한다. 외교 관계는 파푸아뉴기니가 독립한 직후인 1976년에 수립되었다.
파푸아뉴기니는 오세아니아에서 중국의 가장 큰 무역 파트너 중 하나이다. 파푸아뉴기니는 다른 어떤 태평양 섬 국가보다 중국으로 훨씬 더 많은 것을 수출하며, 중국으로부터 다른 어떤 국가보다 세 배 더 많이 수입한다. 또한 중국과의 관계에서 무역 흑자를 유지하는 이 지역의 몇 안 되는 국가 중 하나이다. 2010년에는 4억 2천 7백만 A$의 사상 최고 흑자를 기록했다.
1999년 빌 스케이트 총리 정부는 대만을 인정했다. 스케이트는 일주일도 채 안 되어 권력을 잃었고, 파푸아뉴기니의 외교적 승인은 중국으로 돌아갔다.
2003년, 포트모르즈비 주재 중화인민공화국 대사관은 파푸아뉴기니 언론에서 파푸아뉴기니와 중화인민공화국 간의 관계 정당성에 의문을 제기하는 보도에 대한 우려 성명을 발표했다. 대사관 성명은 양국 관계가 상호 이익적임을 주장하고, 대만에 대한 중화인민공화국의 주장을 재확인하며, 다음과 같이 결론 내렸다: "우리는 현지 [PNG] 언론이 중국과 파푸아뉴기니와의 관계에 대해 공정하고 객관적인 방식으로 보도하여 양국 국민 간의 상호 이해와 우정을 더욱 증진시키기를 진심으로 바란다."
2003년 7월, 파푸아뉴기니 총독 사일러스 아토파레 경은 중화인민공화국을 방문하여 자국의 하나의 중국 정책 준수를 재확인했으며, 중화인민공화국 대사관이 발표한 성명에 따르면 "파푸아뉴기니의 발전에 원조를 제공하겠다는 중국 정부와 국민의 약속에 감사"했다.
2005년, 파푸아뉴기니는 피지와 함께 대만의 세계 보건 기구 가입 희망을 지지하면서 관계가 다소 냉각되었다.
2008년 5월, 대만 외교부 장관 황즈팡은 파푸아뉴기니로부터 중화인민공화국 외교적 승인을 얻으려다 실패하여 1,900만 유로 이상을 낭비한 후 다른 고위 관리 두 명과 함께 사임했다. 돈의 오용은 대중의 분노를 사 황즈팡의 사임을 강요했다. 파푸아뉴기니 외교부 장관 샘 아발은 이후 자국이 대만을 인정할 의도가 없음을 확인했다.
며칠 후, 파푸아뉴기니 방위군 대원들이 중화인민공화국이 제공하는 훈련을 받게 될 것이라고 발표되었다. 전통적으로 파푸아뉴기니의 군사 훈련 지원은 서방 국가, 즉 오스트레일리아, 뉴질랜드, 미국이 제공해 왔다.

### 사모아
사모아는 중화인민공화국을 인정한다. 관계는 1975년에 수립되었다.
1980년대 후반, 중국은 사모아 국립 병원에 의사를 파견하기 시작했으며, 이후 20년간 100명 이상의 의사를 파견했다.
사모아는 2000년대 후반에 중국으로부터의 수입량을 크게 늘렸으며, 동시에 중국으로의 수출도 늘렸다. 2010년 사모아는 중국과의 관계에서 A$7천만 달러의 사상 최고 무역 적자를 기록했다.
2007년, 중화인민공화국은 사모아에 엑스레이 기기와 여러 명의 자원 봉사 의사를 제공했다. 2008년, 중화인민공화국은 사모아의 교육 정책 자금으로 136만 유로 이상을 기부했다.
2008년 3월, 티베트 소요 사태 이후, 사모아 포노 (입법부) 의장 톨로푸아이발레레이 팔레모에 레이아타우아는 외국 지도자들이 중국이 "내정"을 처리하는 데 간섭해서는 안 되며, 달라이 라마를 만나서는 안 된다고 밝혔다.
2008년 6월, 사모아는 중국과 일본에 외교 공관을 개설할 것이라고 발표했다. 이는 사모아의 아시아 최초 외교 공관이다. 9월에는 중국 외교부가 중국과 사모아가 항상 "경제, 무역, 농업, 스포츠, 문화, 교육, 보건 및 국제 문제 분야에서 성공적인 협력을 수행해 왔으며, 중국은 사모아의 경제 및 사회 발전을 지원하기 위해 더 실질적인 노력을 기울일 의향이 있다"는 성명을 발표했다.
2010년, 중국 정부의 자금 지원을 받은 중국-사모아 농업 시범 농장이 Nu'u에 설립되었는데, 이는 "중국 농업 재배 기술을 통해 사모아 농부들을 자원 봉사 방식으로 훈련시키는" 것을 목표로 했다. 약 500명의 사모아 농부들이 중국 농업 전문가들로부터 훈련을 받았다.
2011년, 사모아 학생 57명이 중국 정부의 후원으로 중국에서 공부하고 있었다.

### 솔로몬 제도
솔로몬 제도는 중화인민공화국을 인정한다.
솔로몬 제도와 중화민국은 1983년 5월 23일 외교 관계를 수립했다. 호니아라에 중화민국 총영사관이 설치되었고, 2년 후 대사관으로 승격되었다. 2011년부터 솔로몬 제도의 중화민국 대사는 중국계 솔로몬 제도 국적자이자 솔로몬 제도의 대만과의 지속적인 관계를 지지했던 전 솔로몬 제도 외교부 장관인 로리 찬이다.
그러나 외교적 승인이 부족함에도 불구하고 솔로몬 제도는 대만보다 중화인민공화국과 더 많이 거래한다. 2009년에는 수출의 절반 이상이 중화인민공화국으로 향했으며, 솔로몬 제도는 이 나라와의 무역 관계에서 1억 6천 1백만 A$의 무역 흑자를 유지했다. 2010년에는 이 흑자가 사상 최고인 2억 5천 8백만 A$로 증가했다.
2006년, 호니아라 차이나타운은 논란이 된 선거 결과 이후 폭도들의 약탈과 방화로 광범위한 피해를 입었다. 중국계 사업가들이 솔로몬 제도 의회 의원들에게 뇌물을 주었다는 주장이 제기되었다. 솔로몬 제도 노동당의 조세즈 투하누쿠 총재는 이 선거가 "대만과 중국계 솔로몬 제도인들이 소유한 기업들에 의해 부패했다"고 밝혔다. 많은 중국계 솔로몬 제도인들이 이 나라를 떠났다.
2007년 12월, 친대만 성향의 머내시 소가바레 총리가 불신임 투표로 축출되고 데릭 시쿠아로 교체된 후, 천수이볜 중화민국 총통은 시쿠아 총리에게 전화하여 축하하고 대만의 지속적인 원조를 제안했으며, 시쿠아 정부의 지속적인 외교 지원을 요청했다. 천수이볜은 또한 시쿠아를 대만으로 초대했고, 시쿠아는 2008년 3월에 방문했다. 시쿠아는 천수이볜으로부터 군사 의장대를 받으며 환영받았는데, 천수이볜은 다음과 같이 밝혔다: "대만은 솔로몬 제도의 가장 충성스러운 동맹국이다. [...] 대만은 솔로몬 제도 국민이나 정부를 결코 버리지 않을 것이다." 솔로몬 제도는 시쿠아 지도부 하에서도 중화인민공화국을 계속 인정했다.
같은 달 말, 마잉주 대만 총통 당선인은 알렉산더 다우너 전 호주 외무부 장관을 만나 솔로몬 제도에서 대만의 "수표책 외교"를 종식시키겠다고 약속한 것으로 알려졌다. 이에 대해 다우너는 다음과 같이 논평했다: "천수이볜 정권 하에서는 솔로몬 제도에서 대만의 수표책 외교가 많았다. 그래서 그게 끝난다고 들으니 기쁘다." 그러나 시쿠아는 다우너가 호니아라와 타이베이 간의 관계에 간섭한 것에 대해 비판했다.
“솔로몬 제도 정부는 국민의 삶의 질 향상을 위해 노력하면서 대만 정부 및 다른 개발 파트너들과 계속 긴밀히 협력할 것이다. 저는 다우너 씨가 독립 국가 및 정부의 주권적 관할권 내의 문제보다 더 적절한 것을 언급하기를 바란다.”
솔로몬 스타 편집장은 다우너의 발언에 대해 짜증스럽게 반응했다.
“우리가 그가 떠났고 잘 된 일이라고 생각했을 때, 그가 돌아왔다. 알렉산더 다우너는 지금 타이베이에 있으며 대만에게 솔로몬 제도와의 관계를 어떻게 운영해야 할지 지시하고 있다. [...] 다우너 씨는 자신이 누구라고 생각하는가? [...] 대만과 솔로몬 제도 간의 관계는 어제의 이 사람의 사업이 아니다. 타이베이는 다우너 씨에게 간섭하지 말라고 말해야 한다.”
대만 정부는 이후 외교부 동아시아 및 태평양 사무국 빅터 유 부국장을 통해 다우너가 마잉주를 "오해했다"고 밝혔다.
"협력 및 개발 프로그램은 국제 사회의 모든 선진국의 의무이자 책임이다. 이를 '수표책 외교'로 묘사해서는 안 된다. [...] 국가가 기여한 모든 자원은 프로젝트 지향적이며 지역 경제와 사회에 실질적인 긍정적 영향을 미쳤다. 다우너는 마잉주가 실제로 의미한 바를 왜곡했다."
2008년 4월 17일, 솔로몬 스타의 사설은 솔로몬 제도와 대만 관계에 할애되었는데, 다음과 같이 묘사되었다.
"첫째, 대만에 감사한다. 이곳의 의료 서비스를 개선하는 데 제공하는 모든 지원에 대해. 대만의 원조는 주어지는 훌륭한 의도에도 불구하고 항상 이 나라에서 의심을 받는다. [...] 우리 정치인들은 솔로몬 제도를 자국으로 인정하는 국가 중 하나로 유지하려는 대만의 필요성을 의심할 여지 없이 이용한다. 그러나 이번 주 국립 병원 대만 의료 센터 개소에 대해서는 의심의 여지가 없어야 한다. 이는 실질적이고 유익하며 투명한 도움이다. 이는 솔로몬 제도의 진정한 민주적 친구로서 대만의 역할을 강조한다. 이런 방식으로 더 많은 도움이 주어지기를 바란다."
7월, 대만 의사들이 솔로몬 제도 마을 주민들에게 무료 의료 서비스를 제공할 것이라고 발표되었으며, 미숙련 솔로몬 제도 노동자들은 대만 노동 시장에 접근할 수 있게 되었다. 동시에 대만은 솔로몬 제도에서 농촌 개발 프로젝트에 자금을 지원하고 있었다. 대만은 또한 솔로몬 제도 정부가 학부모가 납부하는 학비를 폐지하고 솔로몬 제도 아동에게 무료 초등 및 중등 교육을 제공할 수 있도록 2009년과 2010년에 SI$1천만 달러를 솔로몬 제도에 제공할 것을 약속했다.
2010년 총선 운동 기간 동안, 후보이자 전 총리 프랜시스 빌리 힐리는 당선되면 중화민국과의 관계를 단절하고 중화인민공화국과 관계를 수립할 것이라고 발표했다. 하와이 대학교의 타르시시우스 타라 카부타울라카 박사는 대만이 솔로몬 제도에서 선거구 개발 프로그램에 자금을 지원하고 있으며, 따라서 국회의원들은 중화민국과의 외교 관계 단절을 지지할 가능성이 낮다고 논평했다. 빌리 힐리는 의회 의석을 다시 얻는 데 실패했다.
2019년 9월, 머내시 소가바레 총리 하의 솔로몬 제도는 동맹을 바꾸어 대만 대신 중화인민공화국을 인정하기로 투표했고, 이에 따라 대만은 즉시 외교 관계를 단절하고 대사관을 폐쇄했다. 솔로몬 제도 정치인들이 중화인민공화국으로의 승인 전환을 위해 수십만 달러의 뇌물을 제안받았다는 보도가 있었다. 중화인민공화국을 인정한 후, 중국공산당과 연관된 국영 기업이 툴라기섬 전체의 개발권을 확보했으며, 이는 중화인민공화국에게 섬에 대한 군사적 접근을 제공할 수 있는 거래였다는 보도가 있었다. 툴라기 임대 거래는 이후 불법으로 판결되었다.
2019년 10월, 홍콩 상장사 완궈국제광업이 국영 중국철도그룹과 호니아라 외곽의 골드 리지 광산을 개발하기 위해 과달카날섬에 8억 2,500만 달러 규모의 인프라를 건설하는 계약을 체결했다고 발표되었다. 피터 케닐로레아 야당 대표를 포함한 개발 협정 비판자들은 거래 조건이 너무 불투명하며 부채 함정 외교의 한 형태일 수 있다고 주장했다.

### 통가
통가는 중화인민공화국을 인정한다. 관계는 1998년에 처음 수립되었다.
2000년, 누쿠누쿠의 귀족 투이바카노 (후에 총리가 됨)는 중국 상점들이 현지 중국 상인들과의 경쟁 때문에 자신의 누쿠누쿠 지역에서 모두 금지시켰다. 2001년, 통가의 중국인 공동체는 약 100건의 인종 차별적 폭행 사건에 시달렸다.
그러나 같은 해 통가와 중화인민공화국은 "군사 관계"를 강화하기로 결정했다. 2008년 중화인민공화국은 통가에 34만 유로 이상의 군사 물자를 제공했다.
2006년, 폭도들은 누쿠알로파에 있는 중국계 통가인 소유 상점에 심각한 피해를 입혔다.
2008년 4월, 통가 국왕 조지 투포우 5세는 중국을 방문하여 자국의 "하나의 중국" 정책 준수를 재확인했으며, 중국 국영 통신사 신화에 따르면 라싸에서 발생한 사건을 처리하기 위해 "채택된 조치들을 지지했다". 조지 투포우 5세 국왕은 또한 중국 국방부장을 만나 "양국 군대 간의 교류와 협력을 강화"했다. 신화통신사는 중국과 통가가 "정치, 경제, 무역, 농업, 교육 분야에서 성공적인 협력을 이루었으며, 지역 및 국제 문제에서 건전한 조화를 유지했다"고 밝혔다.
2010년 초, 통가에 대한 중국의 원조에는 누쿠알로파 중앙 상업 지구 재건 지원, 바이니의 농업 프로젝트, 바바우 및 바이니에 설치된 보건소, 2년간 7명의 중국 의사 파견, 그리고 "사회 및 경제 개발"을 위한 220만 유로 할당(통가 정부에 대한 연성 대출 및 무이자 대출 포함) 등이 있었다.
2011년 4월, 로위 연구소는 통가가 모든 태평양 국가 중 중국 대출로부터 가장 높은 부채 부담을 지고 있으며, 이는 통가 GDP의 32%에 달한다고 보고했다. 동시에 국제 통화 기금은 통가가 "부채 위기"에 직면해 있으며, "미래에 통가가 부채를 상환할 수 없을 가능성이 매우 높다"고 경고했다.

### 투발루
투발루는 중화민국을 인정한다. 대만은 투발루에 유일하게 상주하는 외국 대사관을 유지한다. 이는 푸나푸티에 위치해 있다. 1979년에 외교 관계를 수립한 투발루는 "태평양 지역에서 대만의 가장 오래된 동맹국"이다.
투발루는 중화민국의 유엔 가입을 지지하며, 대만은 투발루에 "여러 이동 의료 임무"를 제공했다.
2006년, 대만은 중화인민공화국이 투발루를 중화민국으로부터 멀어지게 하려고 한다는 보고에 반응했다. 그 결과 대만은 투발루와의 약화된 외교 관계를 강화했다.
2013년 3월 14일, 타이베이에 투발루 대사관이 개설되었는데, 이는 피지와 뉴질랜드에 이어 중화민국이 투발루 대사관을 호스트한 세 번째 주권 국가가 되었다.

### 바누아투
바누아투는 중화인민공화국을 인정한다. 2004년 11월, 세르주 보호르 총리는 잠시 중화인민공화국과 외교 관계를 수립했으나, 이로 인해 다음 달 불신임 투표로 축출되었다.
2006년 바누아투는 중화인민공화국과 경제 협력 협정을 체결했는데, 이에 따라 중화인민공화국은 바누아투의 경제 발전을 지원하고 바누아투로부터의 수입품에 대한 관세를 철폐하기로 했다. 중화인민공화국은 또한 바누아투를 중국 관광객을 위한 승인된 관광 목적지 목록에 추가했다. 니-바누아투 무역 장관 제임스 불레는 자국이 중국에 "바누아투에 바이오 연료 생산 공장을 설립할 수 있도록 기계를 공급해달라"고 요청했다고 밝혔다. 대조적으로, 세르주 보호르 야당 대표는 중국이 니-바누아투 정부의 정책에 너무 많은 영향력을 행사하고 있다고 말했다.
2009년 5월, 바누아투는 전 재무부 장관인 윌리 지미를 중국 주재 첫 대사로 임명했다. 지미는 "[포트빌라|포트빌라]]를 통해 태평양에 확고히 발을 들여놓을 중국을 요청"했으며, 바누아투 데일리 포스트는 "다른 외국 외교 파트너들 사이에서 분명히 불쾌감을 주었을 것"이라고 논평했다.
2010년 7월, 청수핑 중국 대사는 중국이 바누아투에서 "국립 컨벤션 센터 및 총리실 확장"을 포함한 여러 프로젝트와 "사우스퍼시픽 대학교 에말루스 캠퍼스 프랑스어권 건물의 설계 및 재건"에 자금을 지원할 것이라고 발표했다.

## 같이 보기
- David D. Hale, In the Balance: China's unprecedented growth and implications for the Asia–Pacific, Australian Strategic Policy Institute, February 2006, ISBN 1-920722-91-2
- Fergus Hanson, China: stumbling through the Pacific 보관됨 2012-04-02 - 웨이백 머신, 로위연구소, July 2009
- 론 크로콤, Asia in the Pacific Islands: Replacing the West, 2007, ISBN 978-982-02-0388-4
- Strategic Asia 2011–12: Asia Responds to Its Rising Powers – China and India, edited by Ashley J. Tellis, Travis Tanner and Jessica Keough (September 2011)

- 아프리카–중국 관계
- 중화권-카리브 제도 국가 관계
- 중국-라틴 아메리카 관계